# USS 조지 H.W. 부시
USS 조지 H.W. 부시 (CVN-77)는 미국 해군의 니미츠급 항공모함의 10번째이자 마지막함이다. 이후 제럴드 포드급 항공모함의 1번함 제럴드포드함이 2017년 취역하였다.
미국 해군 항공모함의 조종사이자 제41대 대통령이었던 조지 H.W. 부시의 이름을 땄으며, 아들이자 제43대 대통령인 조지 W. 부시가 자신의 아버지 이름으로 항공모함 이름을 정했다.
아들 조지 W. 부시는 2001년 1월 20일에 대통령에 취임해서 2001년 1월 26일에 조지 H.W. 부시함을 주문했다. 노스럽 그러먼이 건조했으며, 건조비는 62억달러(약 6조 2천억원)이다. 2006년 10월 9일 진수했으며, 2009년 1월 10일 취역하여 실전배치되었다. 10일 뒤인 2009년 1월 20일 아들 조지 W. 부시가 퇴임하였다.
2006년 10월 9일 조지 H.W. 부시의 딸이자 아들 조지 W. 부시의 여동생인 도로시 부시 코크 여사가 진수식의 스폰서 레이디로 참석, 항공모함의 탯줄을 잘랐다. 조지 H.W. 부시함은 2059년에 퇴역할 예정이다.
조지 H.W. 부시는 2차대전 당시 미국 해군의 항공모함 소속 전투기 조종사로서 임무 도중 격추된 적이 있으며, 아들인 조지 W. 부시는 병역비리 문제가 많이 제기되었지만, 공식적으로 텍사스주 방위군 공군 조종사였다. 조지부시 부자가 모두 대통령이자 전투기 조종사였다.

## 역대 함장
| # | 이름                             | 계급            | 계급            |
| # | 이름                             | 시작            | 종료            |
| - | -------------------------------- | --------------- | --------------- |
| 1 | 캡틴(대령) Kevin E. O'Flaherty   | 2006년          | 2009년 2월 25일 |
| 2 | 캡틴(대령) DeWolfe H. Miller III | 2009년 2월 25일 | 현재            |

## 갤러리

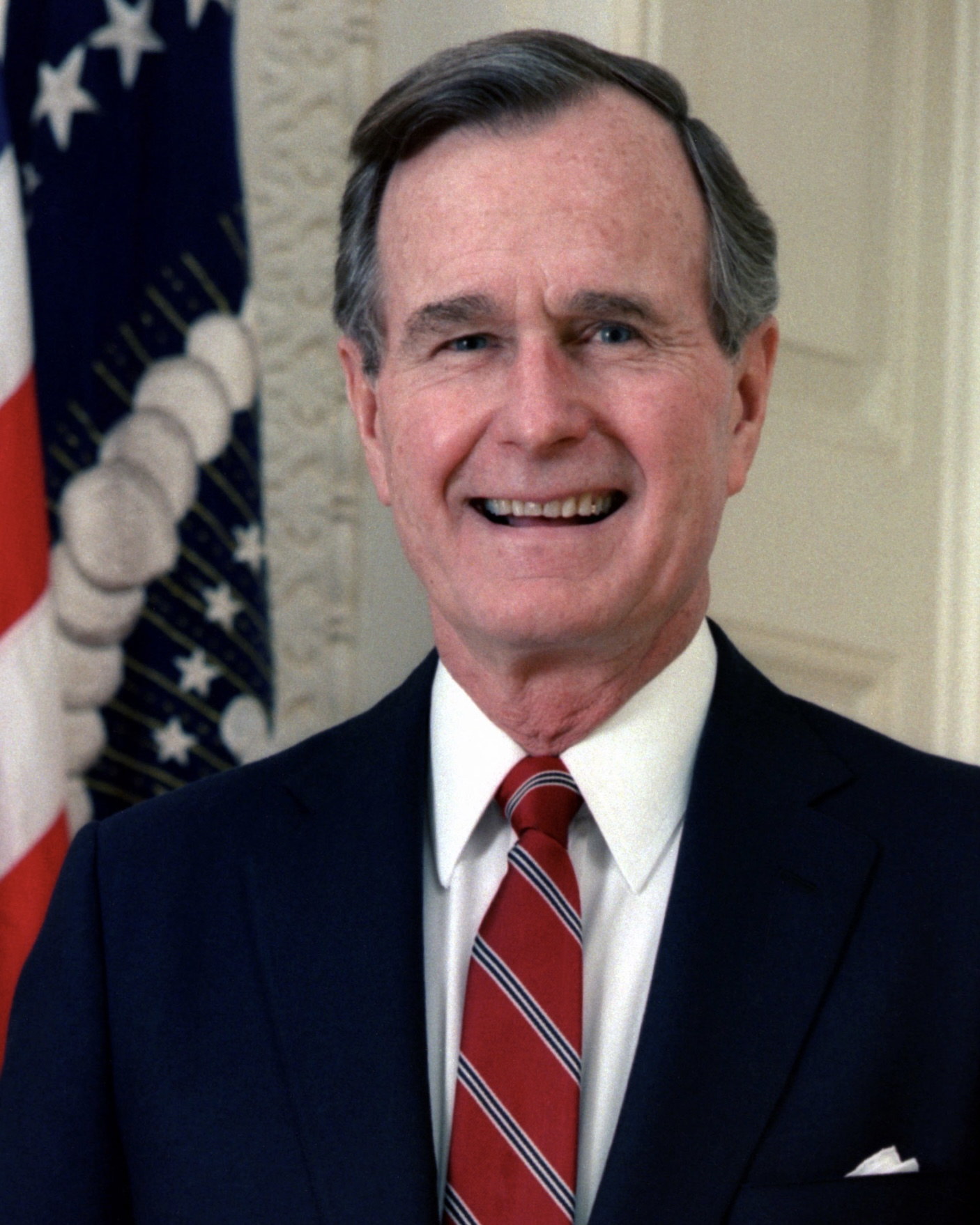
아빠 조지 H.W. 부시. 미국 제41대 대통령. 전투기 조종사. CIA 국장.
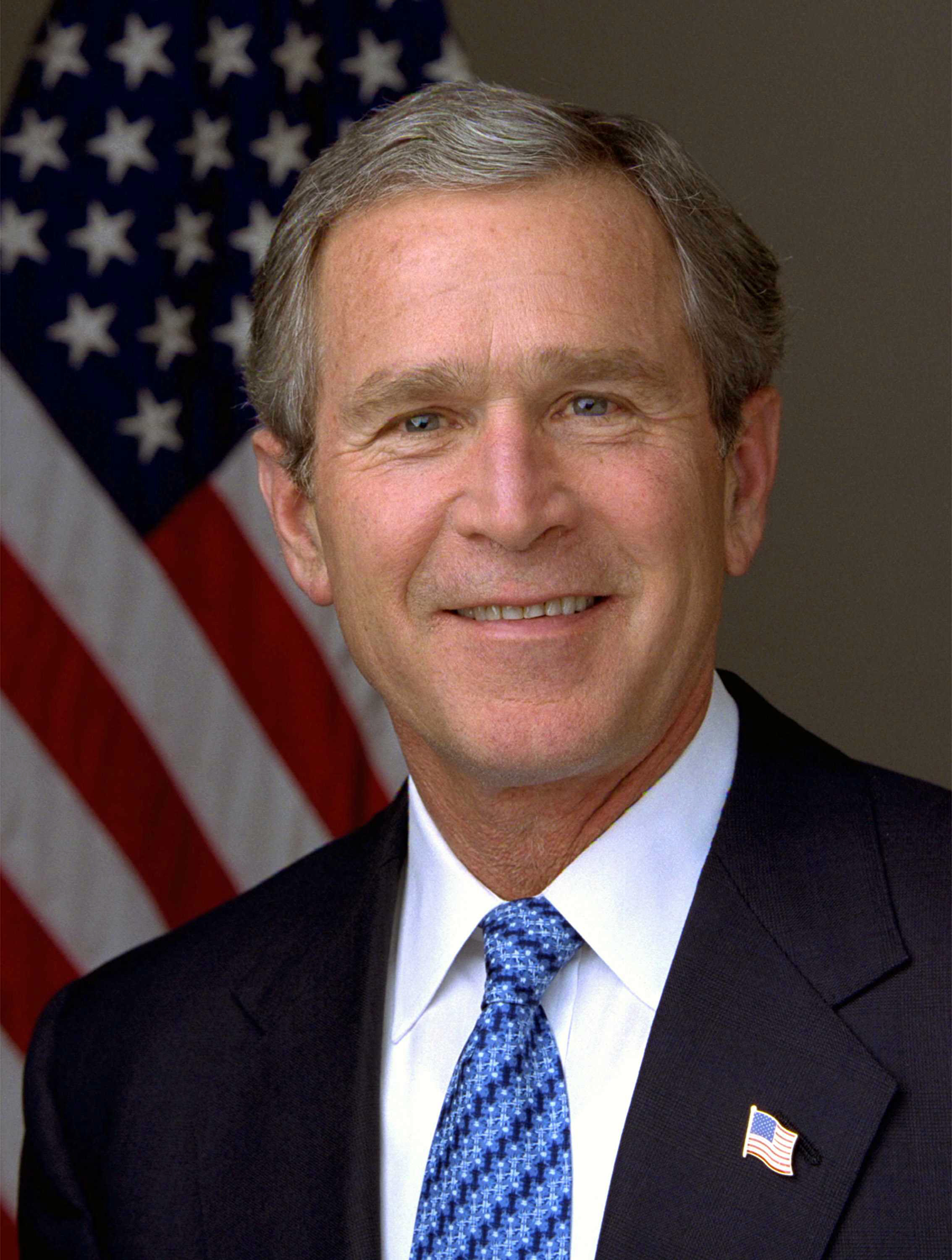
아들 조지 W. 부시. 미국 제43대 대통령. 전투기 조종사. 텍사스주 주지사. 대통령 임기중에 아버지 이름의 항공모함을 건조했다.
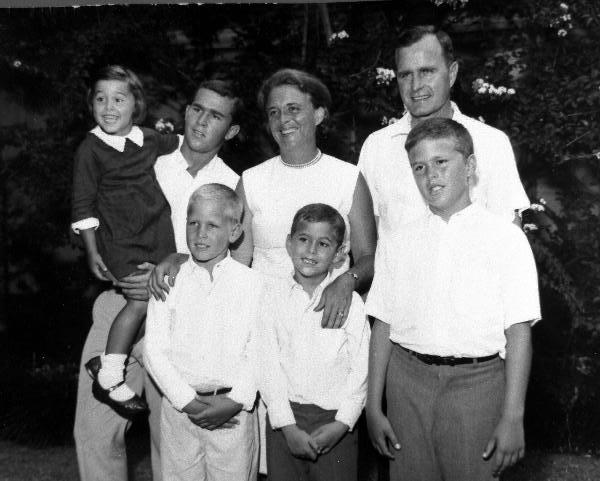
조지 H.W. 부시의 가족사진. 장남인 조지 W. 부시가 조지부시함의 진수식 스폰서 레이디인 도로시 부시를 안고 있다. 차남인 젭 부시는 플로리다주 주지사를 지냈다. 바버라 부시 여사는 여섯 자녀를 낳았고, 둘째였던 딸 로빈 부시는 백혈병으로 일찍 죽었다.
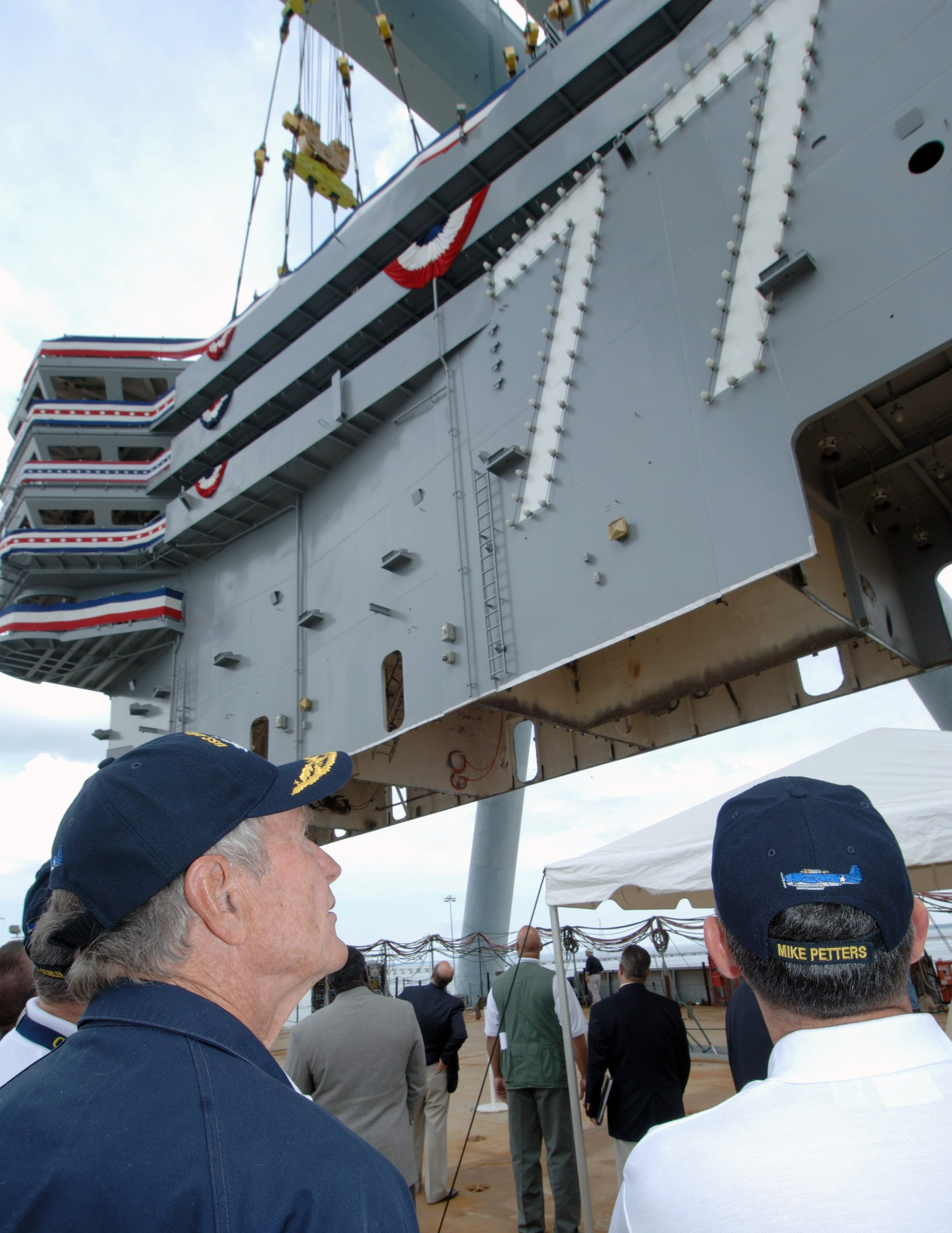
2006년 비행갑판에 700톤의 함교를 올리고 있다. 조지부시함을 의미하는 77이라는 번호가 크게 칠해져 있다
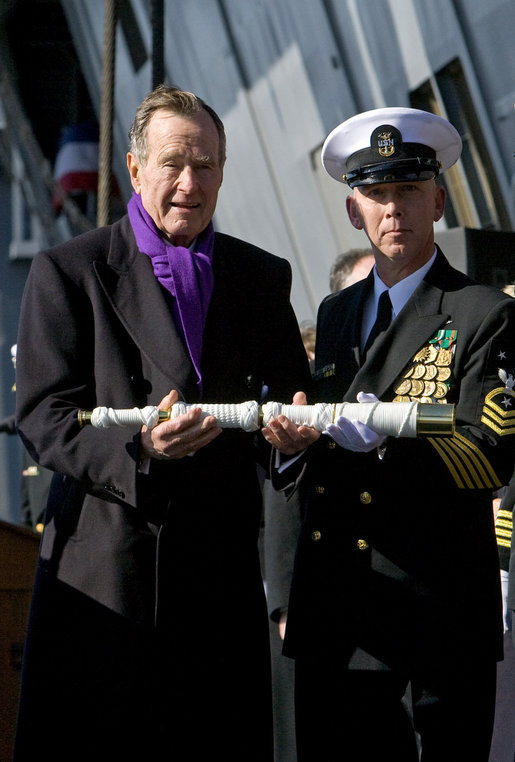
조지 H.W. 부시가 취역식에 참석했다
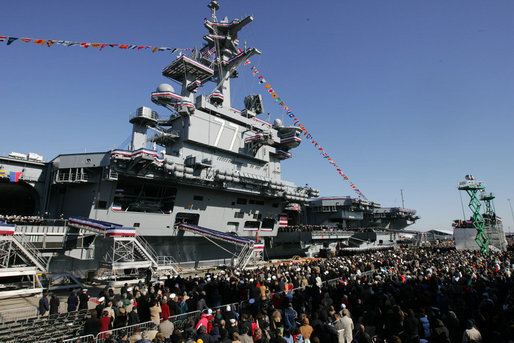
2009년 1월 10일 조지부시함의 취역식이 열렸다
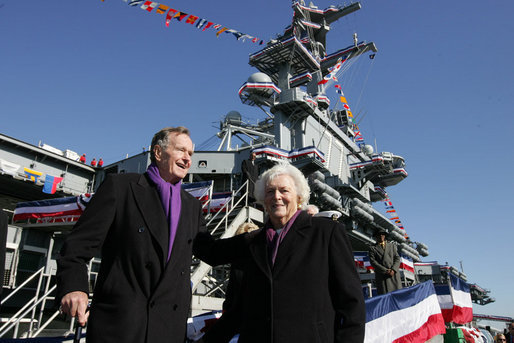
조지 H. W. 부시 전 대통령과 부인 바바라 여사가 취역식을 떠나고 있다.